# Дорогобузька ТЕС
Дорогобу́зька ТЕЦ — теплова електростанція на заході Росії, у Смоленській області.
У межах першої черги на майданчику станції ввели в експлуатацію центральну котельню з п'яти парових котлів, які забезпечували роботу трьох турбін — введеної в дію у 1956-му Р-18-90/2,5 потужністю 18 МВт і запущених в 1957-му двох типу Т-38-90/1,5 з показниками по 38 МВт.
У 1967-му станцію підсилили котлом Барнаульського котельного заводу БКЗ-220-100Ф продуктивністю 220 тонн пари на годину та турбіною типу ПТ-60-90 потужністю 60 МВт.
У 2005-му додатково запустили дві газові турбіни виробництва НПО «Сатурн» типу ГТД-6РМ потужністю по 6 МВт. Від них живляться два котли-утилізатори КУП-20, які продукують теплову енергію.
Станом на другу половину 2010-х одна з турбін Т-38-90/1,5 (станційний номер) була вже виведена з експлуатації, при цьому з перших п'яти котлів у роботи залишались три продуктивністю по 120 тонн пари на годину — два типу ПК-19 та один ПК-14-2.
З 1983-го станцію перевели в теплофікаційний режим і перейменували на ТЕЦ. У другій половині 2010-х її теплова потужність визначалася як 392 Гкал/год, у тому числі 296 Гкал/год за рахунок відборів від трьох парових турбін, 26 Гкал/год від котлів-утилізаторів і 70 Гкал/год від редукційно-охолоджувальної установки РОУ-100/30.
Первісно ТЕЦ використовувала вугілля, проте з 1960-х її перевели на газ, який почав надходити по трубопроводу Брянськ – Смоленськ – Верхньодніпровський. Згодом у цей район також подали ресурс по перемичці від системи Торжок — Івацевичі.
Вода для технологічних потреб надходить з річки Дніпро.
Видача продукції відбувається по ЛЕП, розрахованих на роботу під напругою 220 кВ та 110 кВ.